# Неявна крива

Овали Кассіні:
(1) а=1.1, с=1 (вище),
(2) a=c=1 (по центру),
(3) а=1, с=1.05 (нижче)

Неявна крива:

Неявна крива як крива рівня на поверхні

У математиці неявно задана крива — це плоска крива, яка задана  рівнянням в неявному виді, що пов'язує дві координатні змінні x та y. 
Кожна неявна крива визначається рівнянням виду
{\displaystyle F(x,y)=0,}
не розв'язаного відносно залежної змінної. В цьому рівнянні {\displaystyle F} — деяка функція двох змінних. Отже, неявну криву можна розглядати як множину нулів функції двох змінних. 
Якщо {\displaystyle F(x,y)} є поліномом двох змінних, відповідна крива називається алгебричною кривою.
Неявне задання кривої є одним з трьох способів представлення кривих в декартовій системі координат {\displaystyle xOy}; інші два способи — явне подання у вигляді функції {\displaystyle y=f(x)} (крива, що описується таким рівнянням, є графіком цієї функції), та представлення у параметричниму виді', де {\displaystyle x} та {\displaystyle y} — координати точок кривої представлені двома функціями x(t), y(t), функціональні форми яких явно вказані і які залежать від деякого параметру {\displaystyle t}.
Приклади неявних кривих:
1. пряма: {\displaystyle x+2y-3=0,}
2. коло: {\displaystyle x^{2}+y^{2}-4=0,}
3. напівкубічна парабола: {\displaystyle x^{3}-y^{2}=0,}
4. овали Кассіні: {\displaystyle (x^{2}+y^{2})^{2}-2c^{2}(x^{2}-y^{2})-(a^{4}-c^{4})=0} (див. рисунок),
5. {\displaystyle \sin(x+y)-\cos(xy)+1=0} (див. рисунок).

Перші чотири приклади — алгебраїчні криві, але остання не є алгебраїчною. Перші три приклади мають прості параметричні представлення, що не можливо для четвертого і п'ятого прикладів. П'ятий приклад показує можливу складну геометричну структуру неявної кривої.
Теорема про неявну функцію описує умови, за яких рівняння {\displaystyle F(x,y)=0} може бути розв'язано неявно для x та/або y — тобто під яким можна написати {\displaystyle x=g(y)} або {\displaystyle y=f(x)} і ці рівняння будуть задавати ту саму множину. Ця теорема є фундаментальною для обчислення важливих геометричних властивостей кривої: дотичних, нормалей та кривин. На практиці неявні криві мають суттєвий недолік: їх складно візуалізувати. Але є комп'ютерні програми, які дозволяють зобразити неявну криву. Особливі властивості неявних кривих роблять їх важливими засобами в геометрії та комп'ютерній графіці.
Неявна крива з рівнянням {\displaystyle F(x,y)=0} може розглядатися як крива рівня 0 поверхні {\displaystyle z=F(x,y)} (див. третій рисунок).

## Нахил і кривина
Загалом, неявні криві провалюють перевірку вертикальною лінією (це означає, що деякі значення x пов'язані з більш, ніж одним значенням y) і тому не обов'язково є графіками функцій. Проте теорема про неявну функцію дає умови, за яких неявна крива локально задається графом функції (зокрема, вона не має самоперетину). Якщо визначальні співвідношення досить гладкі, то в таких областях неявні криві мають чітко визначені нахили, дотичні, нормальні вектори і кривину.
Існує кілька можливих способів обчислення цих величин для даної неявної кривої. Одним з методів є використання неявного диференціювання для обчислення похідних y відносно x. Для кривої, визначеної неявним рівнянням {\displaystyle F(x,y)=0}, похідну можна виразити безпосередньо через часткові похідні {\displaystyle F}. Далі визначаються часткові похідні {\displaystyle F_{x}} (для похідної по x), {\displaystyle F_{y}}, {\displaystyle F_{xx}} (для другої похідної по x), {\displaystyle F_{xy}} (для змішаної похідної другого порядку), {\displaystyle F_{yy}.}

### Дотична і нормальний вектор
Точка кривої {\displaystyle (x_{0},y_{0})} називається регулярною, якщо перші часткові похідні {\displaystyle F_{x}(x_{0},y_{0})} і {\displaystyle F_{y}(x_{0},y_{0})} в ній одночасно не дорівнюють 0.
Рівняння дотичної в регулярній точці {\displaystyle (x_{0},y_{0})} має вигляд
{\displaystyle F_{x}(x_{0},y_{0})(x-x_{0})+F_{y}(x_{0},y_{0})(y-y_{0})=0,}
тому кутовий коефіцієнт дотичної, а отже і нахил кривої в цій точці, дорівнює
{\displaystyle {\text{кут}}={\frac {-F_{x}(x_{0},y_{0})}{F_{y}(x_{0},y_{0})}}.}
Якщо {\displaystyle F_{y}(x,y)=0\neq F_{x}(x,y)} в {\displaystyle (x_{0},y_{0})}, крива є вертикальною в цій точці, в той час, коли одночасно {\displaystyle F_{y}(x,y)=0} і {\displaystyle F_{x}(x,y)=0}, крива не є диференційованою в розглядуваній точці, але замість неї є особлива точка — або касп, або точка, де крива перетинає сама себе.
Нормальний вектор до кривої в точці задається формулою
{\displaystyle \mathbf {n} (x_{0},y_{0})=(F_{x}(x_{0},y_{0}),F_{y}(x_{0},y_{0}))}
(тут написано як вектор лінії).

### Кривина
Для читабельності формул аргументи {\displaystyle (x_{0},y_{0})} опустимо. Кривина {\displaystyle \kappa } у регулярній точці задається формулою
{\displaystyle \kappa ={\frac {-F_{y}^{2}F_{xx}+2F_{x}F_{y}F_{xy}-F_{x}^{2}F_{yy}}{(F_{x}^{2}+F_{y}^{2})^{3/2}}}}.

### Виведення формул
Теорема про неявну функцію стверджує, що в межах околу точки {\displaystyle (x_{0},y_{0})} існує функція {\displaystyle f} така, що {\displaystyle F(x,f(x))=0}. За правилом диференціювання складеної функції похідні функції {\displaystyle f} такі
{\displaystyle f'(x)=-{\frac {F_{x}(x,f(x))}{F_{y}(x,f(x))}}} і {\displaystyle f''(x)={\frac {-F_{y}^{2}F_{xx}+2F_{x}F_{y}F_{xy}-F_{x}^{2}F_{yy}}{F_{y}^{3}}}}
(аргументи {\displaystyle (x,f(x))} у правій частині другої формули опущені для зручності читання).
Підставимо похідні функції {\displaystyle f} у формули для дотичної та кривини явного рівняння {\displaystyle y=f(x)}, отримаємо
{\displaystyle y=f(x_{0})+f'(x_{0})(x-x_{0})} (дотична)
{\displaystyle \kappa (x_{0})={\frac {f''(x_{0})}{(1+f'(x_{0})^{2})^{3/2}}}} (кривина).

## Переваги і недоліки неявних кривих

### Недолік
Істотним недоліком неявної кривої є відсутність простої можливості обчислення окремих точок, необхідних для візуалізації неявної кривої. 

### Переваги
1. Неявні представлення полегшують обчислення точок перетину: якщо одна крива представлена неявно, а інша - параметрично, то обчислення точок перетину потребує простої (1-мірної) ітерації Ньютона ( див. Перетин ).
2. Неявне представлення {\displaystyle F(x,y)=0} дає можливість вибору точок кривої {\displaystyle F(x,y)}   незалежно від знаку.  Це може бути корисним, наприклад, для застосування методу помилкової позиції замість ітерацій Ньютона.
3. Легко генерувати криві, які майже геометрично подібні до даної неявної кривої {\displaystyle F(x,y)=0,}  просто додавши невелике число: {\displaystyle F(x,y)-c=0} (див. розділ Гладкі апроксимації).

## Застосування неявних кривих

Гладка апроксимація опуклого багатокутника

Гладка апроксимація 1)одна половина кола, 2) перетин двох кіл

У математиці неявні криві відіграють важливу роль як алгебраїчні криві.  Крім того, неявні криві використовуються для проектування кривих потрібних геометричних форм.  Ось два приклади. 

### Гладкі апроксимації

#### Опуклі багатокутники
Гладкої апроксимації опуклого многокутника можна досягнути наступним чином: нехай {\displaystyle g_{i}(x,y)=a_{i}x+b_{i}y+c_{i}=0,\ i=1,\dotsc ,n}  - рівняння ліній, що містять ребра багатокутника, такі, що для внутрішньої точки багатокутника {\displaystyle g_{i}} додатні. Тоді підмножина неявної кривої 
{\displaystyle F(x,y)=g_{1}(x,y)\cdots g_{n}(x,y)-c=0}
з відповідним малим параметром {\displaystyle c} є гладким (диференційованим) наближення багатокутника.
Наприклад, криві 
{\displaystyle F(x,y)=(x+1)(-x+1)y(-x-y+2)(x-y+2)-c=0} для {\displaystyle c=0.03,\dotsc ,0.6}
містять гладкі наближення багатокутника з 5 ребрами (див. рисунок). 

#### Пари ліній
У випадку двох ліній 
{\displaystyle F(x,y)=g_{1}(x,y)g_{2}(x,y)-c=0}
отримуємо 
рівняння паралельних ліній , якщо задані лінії є паралельними або
рівняння гіпербол, які мають задані лінії як асимптоти.
Наприклад, добуток координат осей дає рівняння гіпербол {\displaystyle xy-c=0,\ c\neq 0}, для яких осі координат є асимптотами. 

#### Інше
Якщо починати з простих неявних кривих, відмінних від ліній (кола, параболи, ...), то отримуємо широкий спектр нових цікавих кривих.  Наприклад, 
{\displaystyle F(x,y)=y(-x^{2}-y^{2}+1)-c=0}
(добуток кола і осі x) дає гладкі наближення однієї половини кола (див. рисунок), і 
{\displaystyle F(x,y)=(-x^{2}-(y+1)^{2}+4)(-x^{2}-(y-1)^{2}+4)-c=0}
(добуток двох кіл) дає гладкі наближення перетину двох кіл (див. рисунок). 

### Криві змішування

Змішана крива (червона) з двох кіл

У САПР використовуються неявні криві для генерації кривих змішування   ,які є спеціальними кривими, що встановлюють гладкий перехід між двома заданими кривими.  Наприклад, 
{\displaystyle F(x,y)=(1-\mu )f_{1}f_{2}-\mu (g_{1}g_{2})^{3}=0}
генерує криві змішування між двома колами 
{\displaystyle f_{1}(x,y)=(x-x_{1})^{2}+y^{2}-r_{1}^{2}=0,}
{\displaystyle f_{2}(x,y)=(x-x_{2})^{2}+y^{2}-r_{2}^{2}=0.}
Метод гарантує неперервність дотичних та кривих у точках контакту (див. рисунок).  Дві лінії 
{\displaystyle g_{1}(x,y)=x-x_{1}=0,\ g_{2}(x,y)=x-x_{2}=0}
визначають точки дотику кіл.  Параметр {\displaystyle \mu } є конструктивним параметром.  На рисунку {\displaystyle \mu =0.05,\dotsc ,0.2} . 

### Еквіпотенціальні криві двох точкових зарядів

Еквіпотенціальні криві двох точкових зарядів у синіх точках

Еквіпотенціальні криві двох рівних точкових зарядів у точках {\displaystyle P_{1}=(1,0),\;P_{2}=(-1,0)} може бути представлена рівнянням 
{\displaystyle f(x,y)={\frac {1}{|PP_{1}|}}+{\frac {1}{|PP_{2}|}}-c}
{\displaystyle ={\frac {1}{\sqrt {(x-1)^{2}+y^{2}}}}+{\frac {1}{\sqrt {(x+1)^{2}+y^{2})}}}-c=0.}
Криві подібні до овалів Cassini, але вони не є такими кривими. 

## Візуалізація неявної кривої
Для візуалізації неявної кривої зазвичай визначається область на кривій і відображається та ж область.  Для параметричної кривої це непросте завдання: просто обчислюються точки послідовності параметричних значень.  Для неявної кривої необхідно вирішити дві підзадачі: 
1. визначення першої точки кривої відповідно до заданої початкової точки в околі кривої,
2. визначення точки кривої, починаючи з відомої точки кривої.

В обох випадках доцільно припустити {\displaystyle \operatorname {grad} F\neq (0,0)}.  На практиці це припущення порушується лише в окремих ізольованих точках. 

### Алгоритм точки (точковий алгоритм)
Для вирішення обох вищезазначених завдань необхідно мати комп'ютерну програму (яку ми назвемо {\displaystyle {\mathsf {CPoint}}}), яка, коли дана точка {\displaystyle Q_{0}=(x_{0},y_{0})} поблизу неявної кривої, знаходить точку {\displaystyle P} на кривій: 
(P1) для початкової точки {\displaystyle j=0}
(P2) , повтор
{\displaystyle (x_{j+1},y_{j+1})=(x_{j},y_{j})-{\frac {F(x_{j},y_{j})}{F_{x}(x_{j},y_{j})^{2}+F_{y}(x_{j},y_{j})^{2}}}\,\left(F_{x}(x_{j},y_{j}),F_{y}(x_{j},y_{j})\right)}
( Крок Ньютона для функції {\displaystyle g(t)=F\left(x_{j}+tF_{x}(x_{j},y_{j}),y_{j}+tF_{y}(x_{j},y_{j})\right)\ .}
(P3) поки відстані між точками {\displaystyle (x_{j+1},y_{j+1}),\,(x_{j},y_{j})} досить малі.
(P4) {\displaystyle P=(x_{j+1},y_{j+1})} - точка кривої поблизу початкової точки {\displaystyle Q_{0}}.

### Алгоритм трасування

до алгоритму трасування: початкові точки зелені

Для того, щоб генерувати майже однаково рознесений полігон на неявній кривій, вибирається довжина кроку {\displaystyle s} і 
(T1) вибирається відповідна початкова точка поблизу кривої
(T2) визначається перша точка кривої {\displaystyle P_{1}} за допомогою програми {\displaystyle {\mathsf {CPoint}}}
(T3) визначається напрямляючий вектор, вибирається початкова точка дотичної з використанням довжини кроку {\displaystyle s} (див. малюнок) і визначається друга точка кривої {\displaystyle P_{2}} за допомогою програми {\displaystyle {\mathsf {CPoint}}}.
{\displaystyle \cdots }
Оскільки алгоритм трасує неявну криву, він називається алгоритмом трасування.  Алгоритм простежує лише зв'язані частини кривої.  Якщо неявна крива складається з декількох частин, алгоритм потрібно запускати кілька разів з відповідними вихідними точками. 

Приклад: Ілюстрація алгоритму растру, застосованого до неявної кривої. Крива (червона) - це те, що алгоритм намагається намалювати. Растрові точки (чорні) використовуються як початкові точки для пошуку найближчих точок на кривій (червоні кола). Відстань між кожною растровою точкою перебільшується, щоб показати окремі точки кривої; щоб більш точно відстежити криву, буде використано більше растрових точок.

### Растровий алгоритм
Якщо неявна крива складається з декількох або навіть невідомих частин, краще використовувати алгоритм растеризації.  Замість того, щоб точно слідувати за кривою, алгоритм растру охоплює всю криву на стільки точок, що вони змішуються і виглядають як крива. 
(R1) Створіть мережу точок (растру) на ділянці площини xy.
(R2) Для кожної точки {\displaystyle P} у растрі запустіть алгоритм точки {\displaystyle {\mathsf {CPoint}}} починаючи з P, позначте його вихід.
Якщо мережа достатньо щільна, результат наближається до з'єднаних частин неявної кривої.   

## Неявні криві у просторі
Будь-яка просторова крива, яка визначається двома рівняннями 
{\displaystyle {\begin{matrix}F(x,y,z)=0,\\G(x,y,z)=0\end{matrix}}}
називається неявною кривою у просторі. 
Точка кривої {\displaystyle (x_{0},y_{0},z_{0})} називається регулярною, якщо векторний добуток градієнтів {\displaystyle F} і {\displaystyle G} не {\displaystyle (0,0,0)} для неї: 
{\displaystyle \mathbf {t} (x_{0},y_{0},z_{0})=\operatorname {grad} F(x_{0},y_{0},z_{0})\times \operatorname {grad} G(x_{0},y_{0},z_{0})\neq (0,0,0);}
інакше вона називається сингулярною.  Вектор {\displaystyle \mathbf {t} (x_{0},y_{0},z_{0})} називають дотичним вектором кривої в точці {\displaystyle (x_{0},y_{0},z_{0}).}

Крива перетину сфери з циліндром

Приклади:
{\displaystyle (1)\quad x+y+z-1=0\ ,\ x-y+z-2=0}
- пряма.
{\displaystyle (2)\quad x^{2}+y^{2}+z^{2}-4=0\ ,\ x+y+z-1=0}
- плоский розріз сфери, отже, коло.
{\displaystyle (3)\quad x^{2}+y^{2}-1=0\ ,\ x+y+z-1=0}
- еліпс (плоский переріз циліндра).
{\displaystyle (4)\quad x^{2}+y^{2}+z^{2}-16=0\ ,\ (y-y_{0})^{2}+z^{2}-9=0}
- крива перетину сфери та циліндра.
Для обчислення точок кривих і візуалізації неявних просторових кривих див Перетин. 

## Зовнішні посилання
- Відомі криві [Архівовано 13 квітня 2006 у Wayback Machine.]